# Sjöfartshögskolan i Kalmar
Sjöfartshögskolan i Kalmar är en del av Linnéuniversitetet (i Kalmar och Växjö) som utbildar sjökaptener, sjöingenjörer och inom drift- och underhållsteknik. Sammanlagt har skolan har cirka 700 studenter varje år. Skolan erbjuder även grundutbildningskurser, kurser på avancerad nivå och kurser för aktivt sjöbefäl samt uppdragsutbildningar. Skolan är en av två sjöfartshögskolor i Sverige, den andra finns vid Chalmers sjöfartsutbildning i Göteborg.

## Historia

### Före 1842
Innan Navigationsskolan i Kalmar öppnades bedrevs undervisning i nautiska ämnen privat, och examen utfärdades vid Sjömanshuset i Kalmar. Examen utfärdades i två huvudslag, skeppare och styrman, som vardera hade tre underavdelningar. De ämnen man måste ha fullgjort för examen var: Plana och spheriska trigonometrien, högmätning, tidräkning, compassens variation, coursers förbättring och koppling, wäxande seglingen, middel lat. segling, parallell segling, dagsarbetets avsättning, cartans nyttjande och bruk, octantens kännedom och bruk, skeppsmanövern samt journals och lastboks förande. Som examensvittnen användes minst en certifierad skeppare.

### Skolans bildande
Den 24 maj 1841 skickade kommerskollegium en skrivelse till magistraten i Kalmar som sade att K. Maj:t bifallit att navigationsskolor skulle inrättas i Kalmar, och även i städerna Stockholm, Göteborg, Gävle samt Malmö. Villkoret var att städerna själva skulle bekosta lokalerna i vilka undervisningen skulle genomföras. För instrument, kartor, böcker och möbler erhöll städerna ett statligt anslag av 2 850 riksdaler banco och för personal underhåll och ved med mera 1 500 riksdaler banco. År 1940 uppgick Kalmars folkmängd till blotta 5 964 personer. I början av år 1841 fanns i staden 661 inskrivna sjömän och hela 90 fartyg hade staden som hemmahamn, så ansåg man det vara en bra investering att starta en navigationsskola.
Den 1 oktober 1842 öppnades skolan. Undervisningslokalerna var inrymda i bottenvåningen i ett tvåvåningshus på Kvarnholmen i centrala Kalmar. I byggnadens övre våning bodde skolans föreståndare, kaptenslöjtnant C. R. Printzsköld, som hade flera års erfarenhet i den svenska och den franska örlogsflottan. Fastigheten hade den 28 juni 1841 inköpts av Kalmar stad för 5 000 riksdaler.

## Skolan idag
9 maj 2003 invigdes Sjöfartshögskolans nuvarande byggnad av Hans Majestät Carl XVI Gustaf.
Skolbyggnaden är belägen vid Kalmar Gästhamn.

### Utbildningsfartyg
Sjöfartshögskolan i Kalmar har två utbildningsfartyg: M/S Calmare Nyckel och man överbord-båten Sture. Sture används även av studenterna utöver lektionstiden för att på egen hand inom hamnområdet för att öva särskilda moment.

### Simulatorer
Sjöfartshögskolan har ett flertal simulatorer som är tillgängliga för studenterna och de används även i olika slags uppdragsutbildningar:
- DP-simulator
- GMDSS-simulator
- Grafisk maskinrumssimulator
- Lasthanteringssimulator
- Navigeringssimulator
- Operationell maskinrumssimulator

## Laboratorier
Skolan har flera laboratorier och omfattande laborationsutrustning:
- Elteknik och elektronik
- Hydraulik och pneumatik
- Kylteknik
- Maskinteknik
- Nautisk instrumentteknik och meteorologi
- Reglerteknik och automation
- Transportteknik
- Underhållsteknik

## Forskning vid Sjöfartshögskolan
Inom ämnet Sjöfartsvetenskap studeras operativ verksamhet inom svensk och internationell sjöfart.
Denna definition inrymmer (i) tekniska system och operativt handhavande, (ii) människa och organisation och (iii) sjöfartens konsekvenser.
Sjöfartshögskolans forskningsverksamhet analyserar sjöpersonalens situation och dagliga verksamhet, tekniska fartygssystem samt de positiva och negativa effekter som sjöfarten har på samhälle och miljö. En viktig målsättning är att kunna rekommendera lösningar för en ren och långsiktigt hållbar sjöfart.
Den 24 november 2011 fick Sjöfartshögskolan sitt eget forskarutbildningsämne, Sjöfartsvetenskap.

## Evenemang på Sjöfartshögskolan
Sjöfartshögskolan anordnar i samarbete med övriga Linnéuniversitetet en serie Öppna föreläsningar.
Varje vår hålls även Branschdagar på skolan.

## Bildgalleri

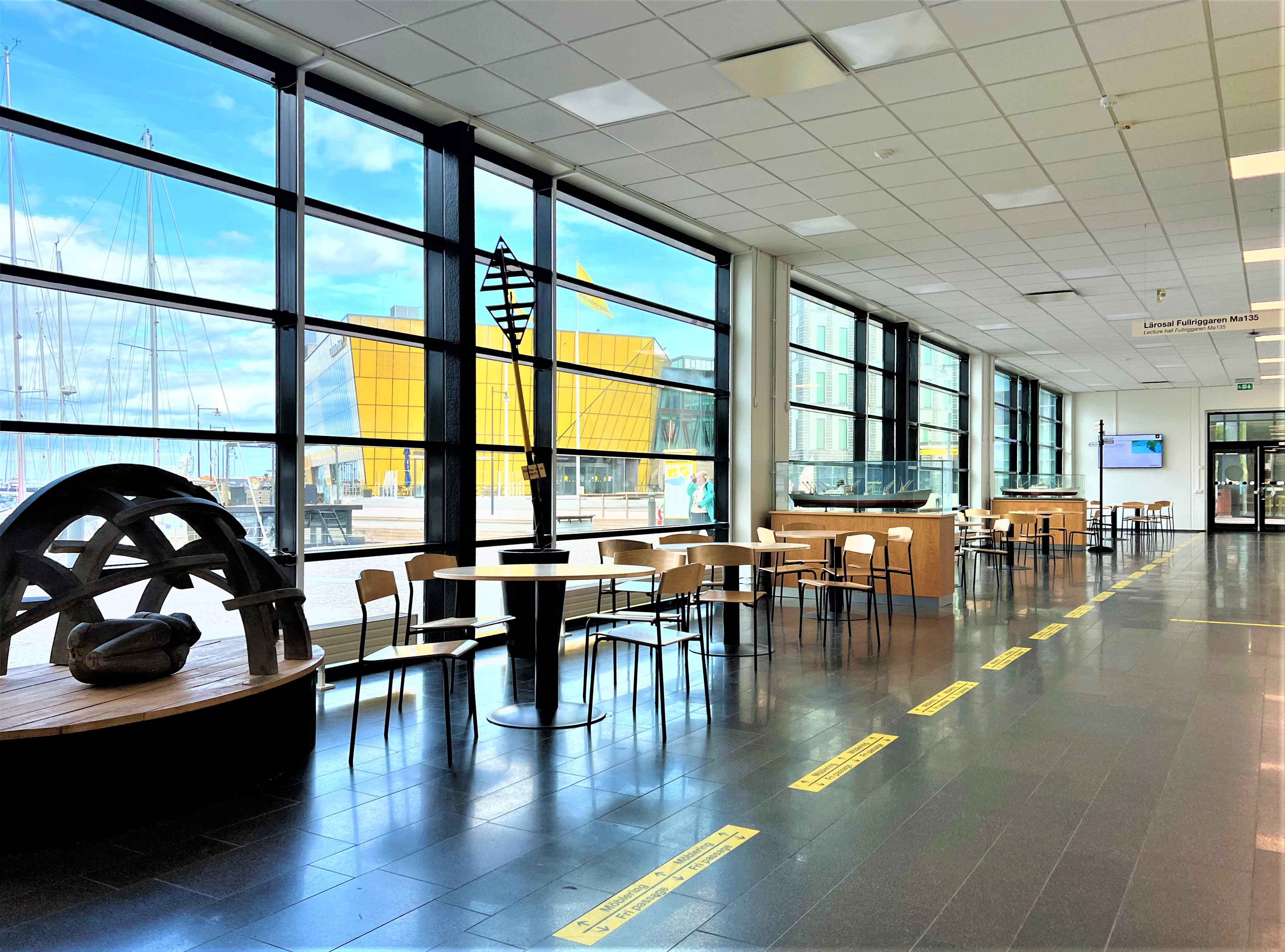
Foajén i Sjöfartshögskolan i Kalmar. Genom fönstret skymtar universitetsbibliotekets gula byggnad.
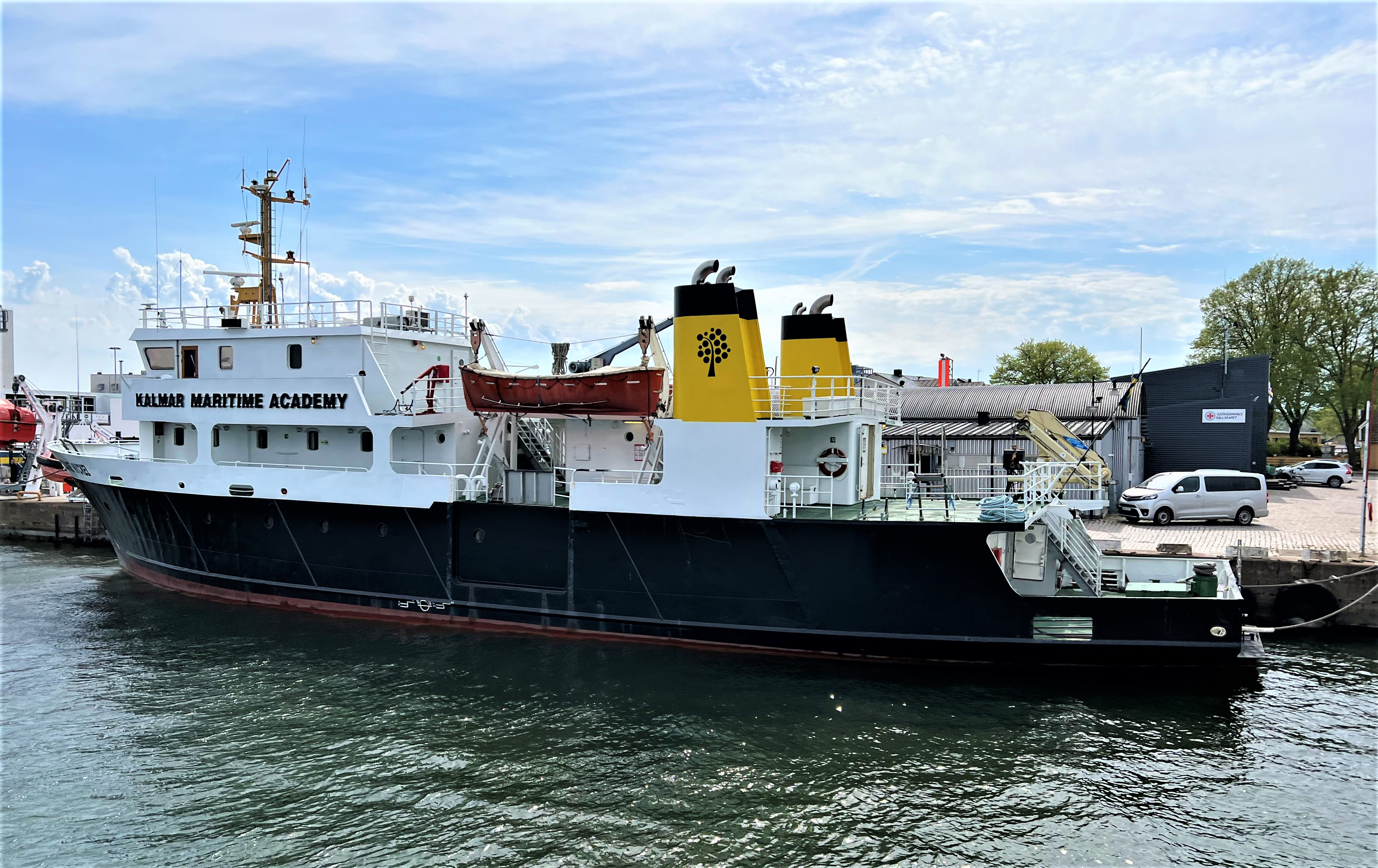
Utbildningsfartyget  M/S Calmare Nyckel i Tullhamnen i Kalmar i maj 2022.
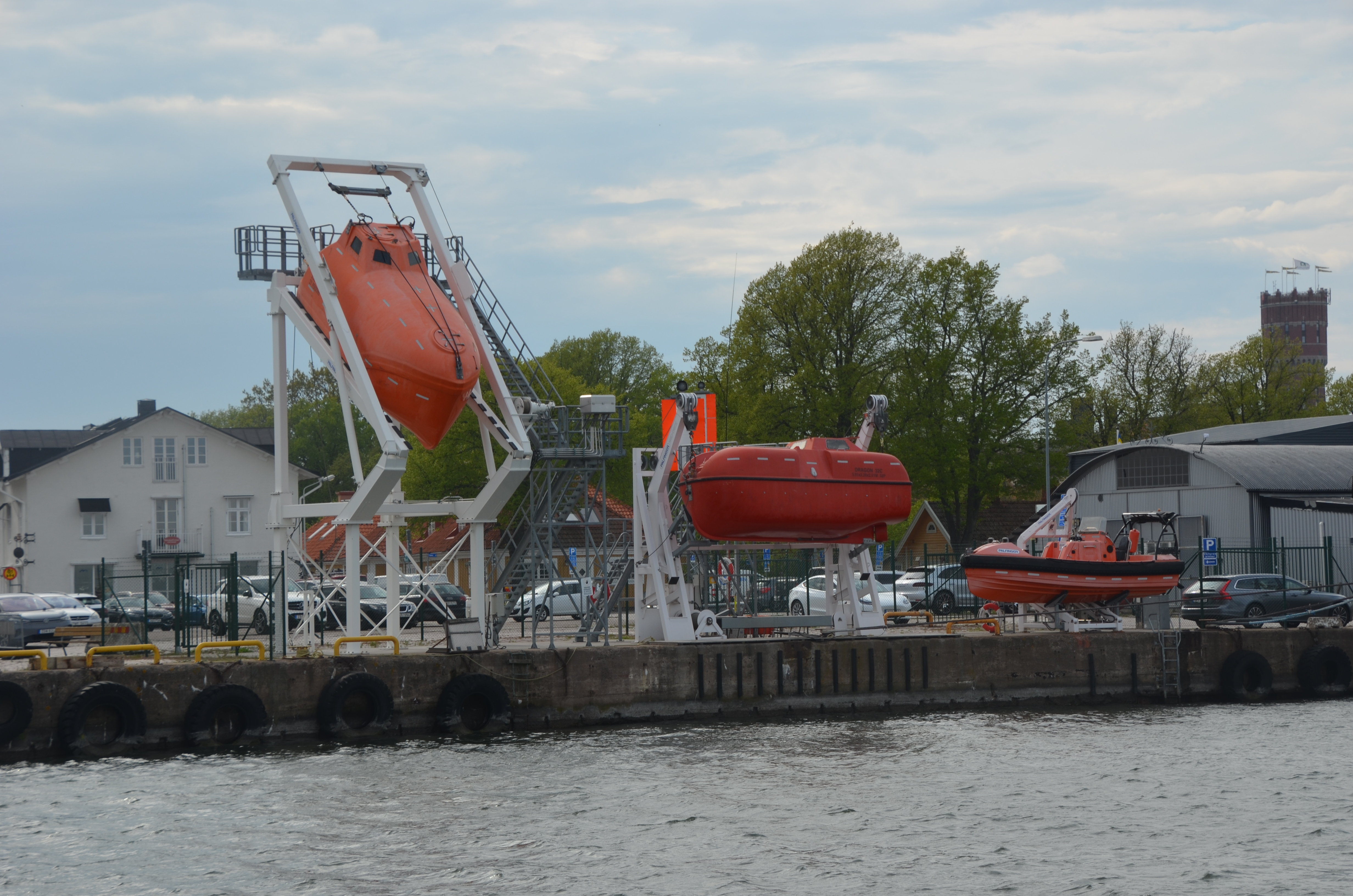
Livräddningsbåtar för utbildning i Tullhamnen i Kalmar hamn.

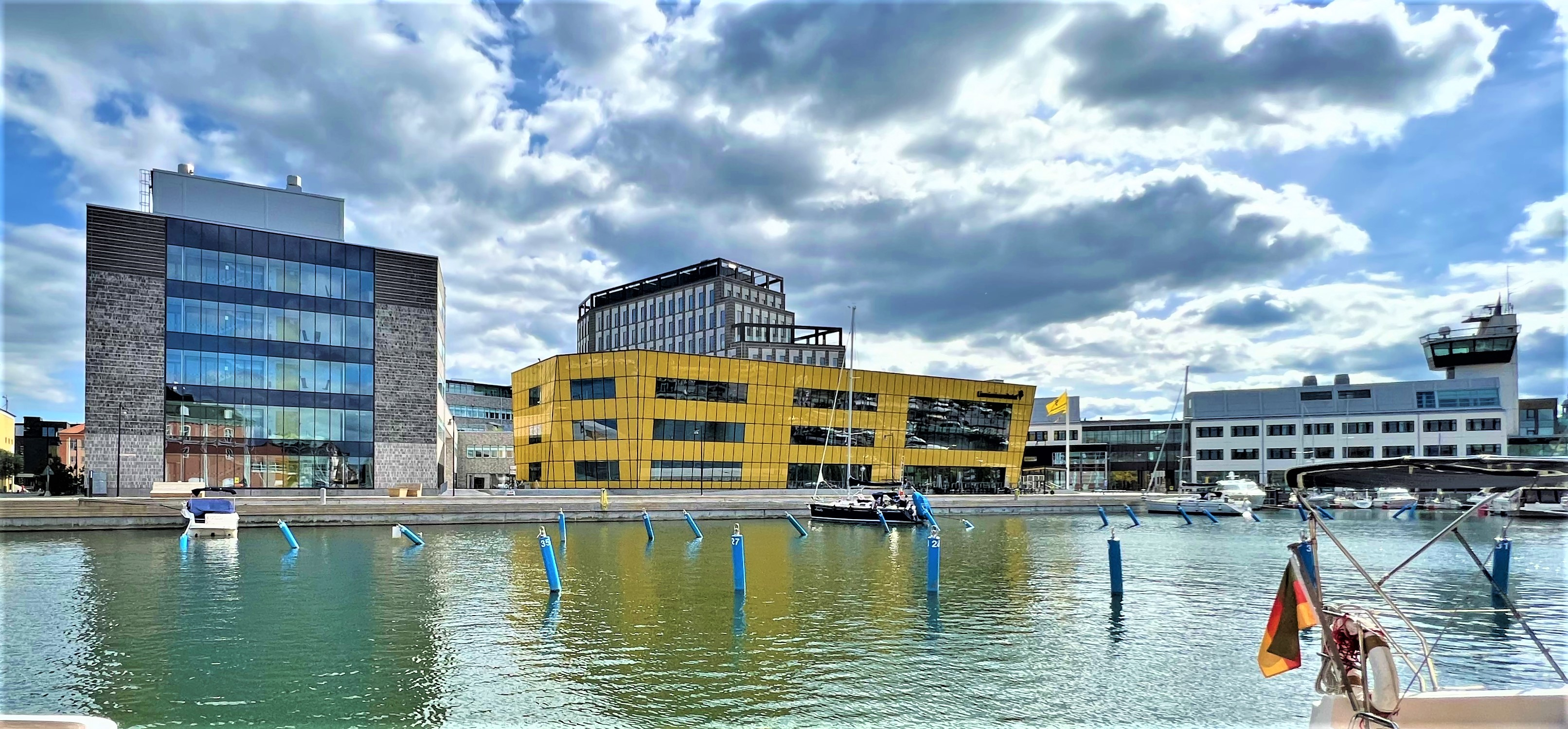
Några av Linnéuniversitetets byggnader vid Ölandshamnen (gästhamn) i Kalmar. Universitetsbiblioteket huserar i den gula byggnaden. Längst till höger Sjöfartshögskolan i Kalmar, numera en del av Linnéuniversitetet.